# Ghosts Again
Ghosts Again är en låt av den brittiska gruppen Depeche Mode. Den utgavs som singel den 9 februari 2023. "Ghosts Again" är gruppens femtiotredje singel totalt.
Musikvideon, regisserad av Anton Corbijn, visar bland annat David Gahan och Martin Gore som spelar schack på ett höghustak. Scenen alluderar på Antonius Blocks schackspel mot Döden i filmen Det sjunde inseglet (1957) i regi av Ingmar Bergman.